# Dromen van leven
Dromen van leven is een portret van de Nederlandse schrijver Arthur van Schendel, gemaakt door Philo Bregstein.
De cineast filmt een tentoonstelling over Van Schendel in het Letterkundig Museum in Den Haag, waarbij van Schendels dochter Corinna van Schendel vertelt over haar vaders leven en schrijverscarrière. Bregstein reist ook samen met Corinna naar Florence waar van Schendel samen met zijn vrouw en kinderen in de jaren twintig een tijd woonde. Daarna bezoeken ze samen het dorpje Sestri Levante aan de Italiaanse Rivièra waar haar vader tot kort voor zijn dood in 1947 samen met zijn vrouw bij de vissershaven leefde en werkte. We horen verschillende fragmenten uit van Schendels beroemde romans, zoals De Waterman en Het Fregatschip Johanna Maria en De wereld een dansfeest.